# تی آر نایت
 تئودور ریموند "تی آر" نایت (به انگلیسی: Theodore Raymond "T. R." Knight) بازیگر آمریکایی و متولد ۲۶ مارس ۱۹۷۳ است.
وی بیشتر به خاطر حضور در سریال آناتومی گری مشهور است.
او در این سریال نقش جورج اومالی را ایفا میکرد